# جيوفري كينغ
جيوفري كينغ (بالإنجليزية: Geoffrey King)‏ هو ملحن بريطاني، ولد في 16 يناير 1949.

## وصلات خارجية
- جيوفري كينغ على موقع ميوزك برينز (الإنجليزية)
- جيوفري كينغ على موقع ديسكوغز (الإنجليزية)